# Matinhas
Matinhas är en kommun i Brasilien.   Den ligger i delstaten Paraíba, i den östra delen av landet, 1 600 km nordost om huvudstaden Brasília. Antalet invånare är 4 316.
Omgivningarna runt Matinhas är en mosaik av jordbruksmark och naturlig växtlighet. Runt Matinhas är det ganska tätbefolkat, med 56 invånare per kvadratkilometer.